# Logger
Il Logger o Regista Logger in ambito di produzione CINE Tv,  è la persona incaricata di redigere un bollettino di edizione, “scalettando” le immagini girate (descrivendole sinteticamente e corredandole dell'indicazione di time code in appositi “logsheet”), in modo che chi si occupa della postproduzione (anche lui stesso poi definito regista), abbia già tutte le informazioni disponibili per procedere direttamente all'editing (montaggio).